# 위치 위치?

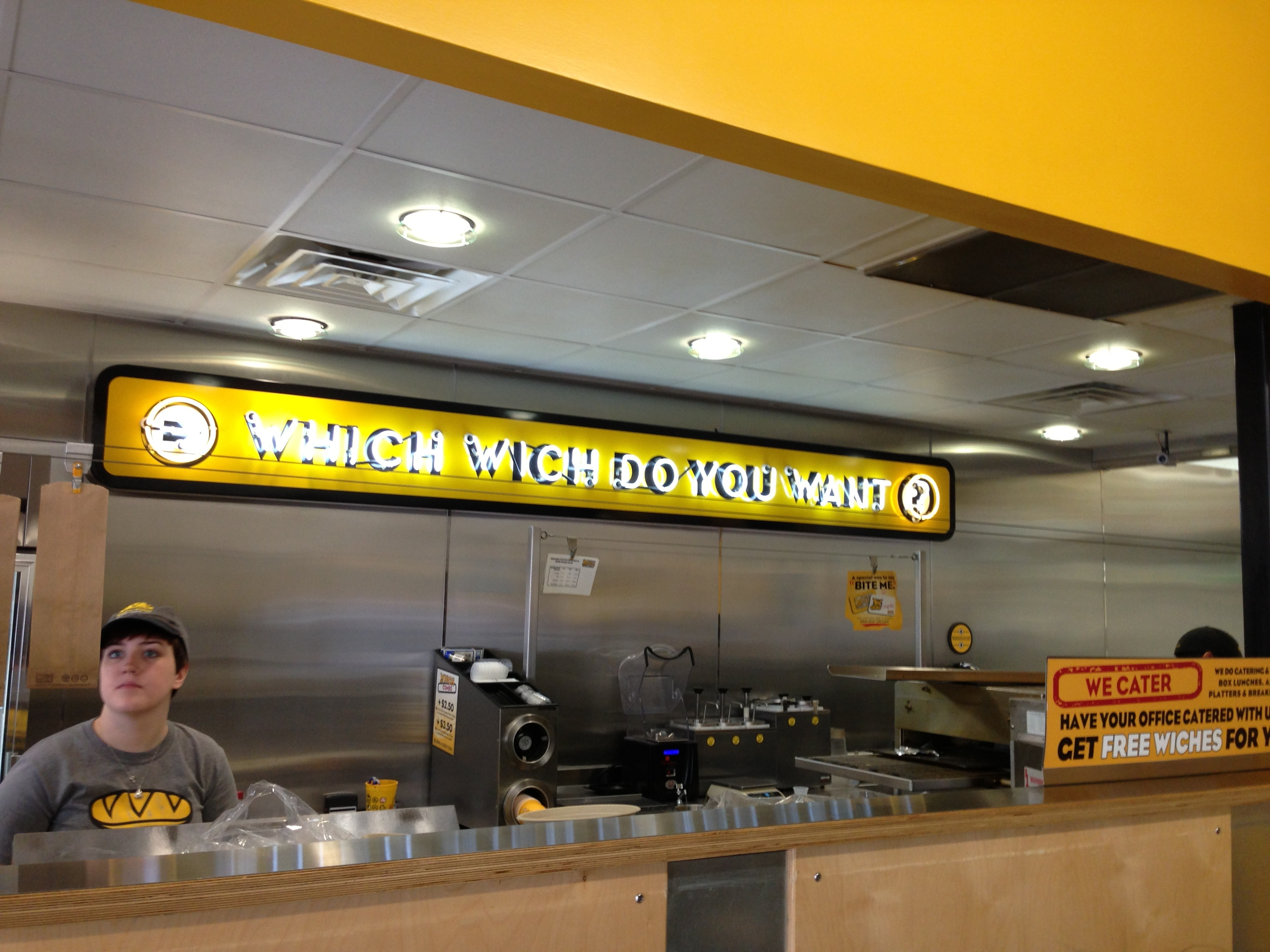
휴스턴에 있는 위치위치

위치 위치?(Which Wich?)는 미국의 샌드위치 체인 전문점이며, 본사는 텍사스주 댈러스에 위치한다. 위치위치는 2003년에 제프(Jeff Sinelli)에 의해 창립되었고 2005년에 체인점을 시작했다.